# Secuieni (okręg Harghita)
Secuieni (węg. Újszékely) – wieś w Rumunii, w okręgu Harghita, w gminie Secuieni. W 2011 roku liczyła 745 mieszkańców.